# 王鉉 (正統進士)
王鉉（1408年—？），字宗鼐，浙江紹興府上虞縣人，民籍。明朝政治人物。進士出身。

## 生平
浙江鄉試第四十九名。正統十年（1445年）乙丑科會試第四十三名，殿試登進士第三甲第十八名，登乙丑科進士，授兵科给事中，河南布政使右参议。

## 家族
曾祖父王通甫。祖父王茂。父亲王處安。